# Tony and Maloney
Tony and Maloney è un cortometraggio muto del 1914. Il nome del regista non appare nei credit del film che si basa su una sceneggiatura firmata da Edgar Hungerford.

## Produzione
Il film fu prodotto dalla Selig Polyscope Company.

## Distribuzione
Distribuito dalla General Film Company, il film - un cortometraggio di 200 metri - uscì nelle sale cinematografiche statunitensi il 6 febbraio 1914.
Nelle proiezioni, veniva programmato con il sistema dello split reel, accorpato in un'unica bobina con un altro cortometraggio prodotto dalla Selig, il documentario Italian Games and Dances.